# 万尼峰
46°21′53.9″N 7°47′27.6″E / 46.364972°N 7.791000°E
万尼峰（德語：Wannihorn）是瑞士瓦萊州的山峰，位於該國南部，屬於伯尔尼山的一部分，海拔高度3,115米，每年平均降雨量1,585毫米。

## 外部連結
- Wannihorn on Hikr （页面存档备份，存于）